# Нільс Генріксен
Нільс Генріксен (дан. Niels Henriksen, 4 лютого 1966) — данський академічний веслувальник.
Олімпійський чемпіон 1996 року в складі розпашної четвірки без стернового легкої ваги.
Чемпіон світу 1994 року в складі розпашної четвірки без стернового легкої ваги, срібний призер 1989 (вісімки легкої ваги), 1993 (вісімки легкої ваги), 1995 (розпашні четвірки без стернового легкої ваги) років.